# ホルヘ・オーニャ
ホルヘ・ルイス・オーニャ・ウガルテ（Jorge Luis Oña Ugarte、1996年12月31日 - ）は、キューバ・ハバナ出身のプロ野球選手 (外野手) 。右投右打。MLBのサンディエゴ・パドレス傘下所属。

## 経歴

### プロ入り前
2015年6月にアメリカ合衆国へ亡命した。

### プロ入りとパドレス時代
2016年7月21日にアマチュア・フリーエージェントでサンディエゴ・パドレスと契約してプロ入り。
2017年にA級フォートウェイン・ティンキャップスでプロデビューし、107試合に出場して打率.277、11本塁打、64打点の成績を記録した。
2018年はA+級レイクエルシノア・ストームでプレーし、100試合に出場して打率.239、8本塁打、44打点の成績を記録した。
2019年はAA級アマリロ・ソッドプードルズでプレーした。右肩を痛め25試合の出場に留まったが、打率.348、5本塁打、18打点と好成績を記録した。オフの11月20日に40人枠に登録された。
2020年9月7日にメジャーに昇格し、同日のコロラド・ロッキーズ戦でメジャーデビューした。
2021年は右肘の炎症のため開幕から欠場していたが、5月4日に肘から骨棘を取り除く関節鏡手術を受けた。8月にルーキー級で実戦復帰し、マイナー5試合に出場した。オフの11月19日に40人枠を外れてマイナー契約となった。

## 詳細情報

### 年度別打撃成績
| 年 度    | 球 団    | 試 合 | 打 席 | 打 数 | 得 点 | 安 打 | 二 塁 打 | 三 塁 打 | 本 塁 打 | 塁 打 | 打 点 | 盗 塁 | 盗 塁 死 | 犠 打 | 犠 飛 | 四 球 | 敬 遠 | 死 球 | 三 振 | 併 殺 打 | 打 率 | 出 塁 率 | 長 打 率 | O P S |
| -------- | -------- | ----- | ----- | ----- | ----- | ----- | -------- | -------- | -------- | ----- | ----- | ----- | -------- | ----- | ----- | ----- | ----- | ----- | ----- | -------- | ----- | -------- | -------- | ----- |
| 2020     | SD       | 5     | 15    | 12    | 3     | 3     | 1        | 0        | 1        | 7     | 2     | 0     | 0        | 0     | 0     | 2     | 0     | 1     | 7     | 0        | .250  | .400     | .583     | .983  |
| MLB：1年 | MLB：1年 | 5     | 15    | 12    | 3     | 3     | 1        | 0        | 1        | 7     | 2     | 0     | 0        | 0     | 0     | 2     | 0     | 1     | 7     | 0        | .250  | .400     | .583     | .983  |

- 2021年度シーズン終了時

### 年度別守備成績
| 年 度 | 球 団 | 右翼（RF） | 右翼（RF） | 右翼（RF） | 右翼（RF） | 右翼（RF） | 右翼（RF） |
| 年 度 | 球 団 | 試 合      | 刺 殺      | 補 殺      | 失 策      | 併 殺      | 守 備 率   |
| ----- | ----- | ---------- | ---------- | ---------- | ---------- | ---------- | ---------- |
| 2020  | SD    | 1          | 0          | 0          | 0          | 0          | ----       |
| MLB   | MLB   | 1          | 0          | 0          | 0          | 0          | ----       |

- 2021年度シーズン終了時

### 背番号
- 63 (2020年 - )